# Flux magnètic
El flux magnètic, representat per {\displaystyle \Phi _{m}} (la lletra grega phi), és una magnitud física que mesura la quantitat de magnetisme que travessa una superfície. Es defineix com la integral del producte escalar del camp magnètic {\displaystyle {\vec {B}}} i el vector element d'àrea {\displaystyle \operatorname {d} \!{\vec {S}}}. Matemàticament hom ho simbolitza com:
{\displaystyle \Phi _{m}=\int _{S}{\vec {B}}\cdot \operatorname {d} \!{\vec {S}}}
Al Sistema Internacional d'Unitats el flux magnètic es mesura en webers (Wb), essent 1 Wb = 1 T·m2. El nom «weber» és en honor al físic alemany Wilhelm Eduard Weber. {\displaystyle {\vec {B}}} també és anomenat inducció magnètica o densitat de flux magnètic, ja que les seves unitats es poden expressar com Wb/m2 i són les d'una densitat de flux (flux d'una magnitud per unitat de superfície i en una direcció).

## Història

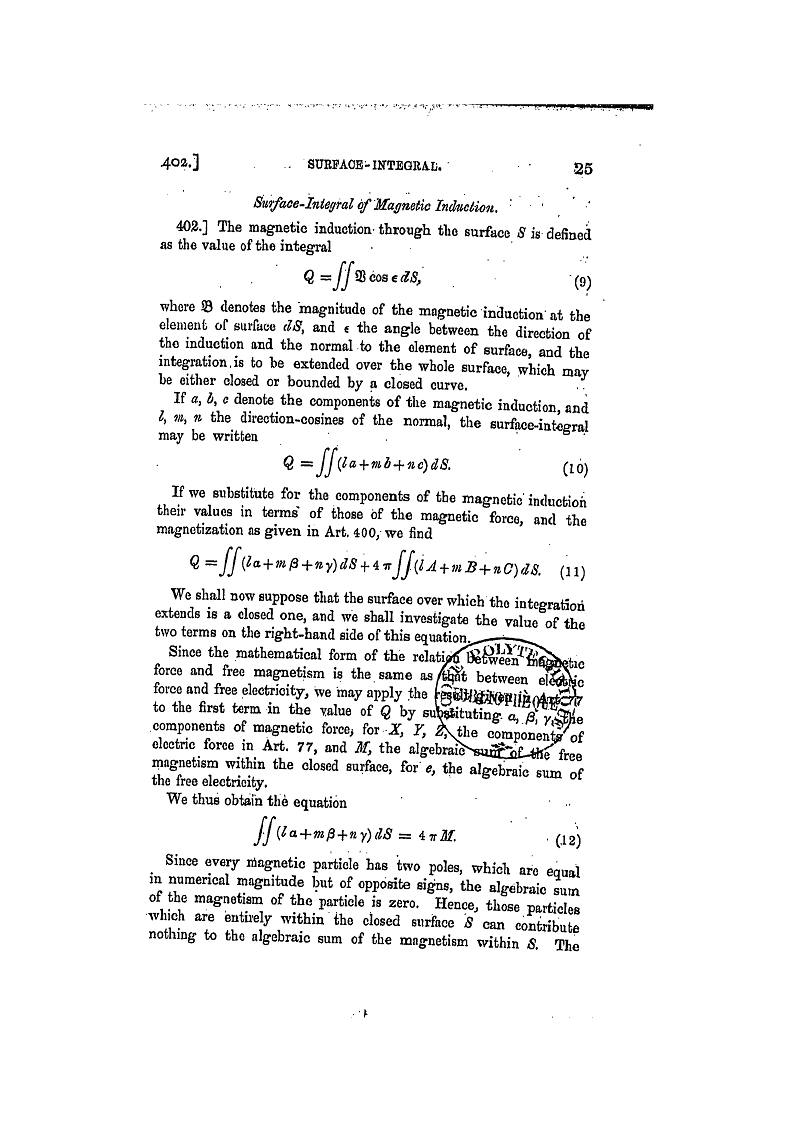
Pàgina del volum II del A Treatise on Electricity and Magnetism on apareix la definició de flux magnètic de Maxwell.

A principis dels anys 30 del segle xix, mentre treballava sobre la inducció electromagnètica, l'anglès Michael Faraday (1791-1867) conceptualitzà la presència del flux magnètic, el qual, quan es tallava, generava una força electromotriu (fem) que permetia la conducció d'electricitat en un conductor. Faraday creia que era necessari un continu per proporcionar una explicació física de la inducció magnètica. No obstant això, considerar un fluid magnètic, en aquest cas, seria una idea poc ben vista per molts investigadors. Com a alternativa, Faraday desenvolupà el concepte de les línies de força o línies de camp, una abstracció que podria validar la física necessària darrere de la inducció magnètica.

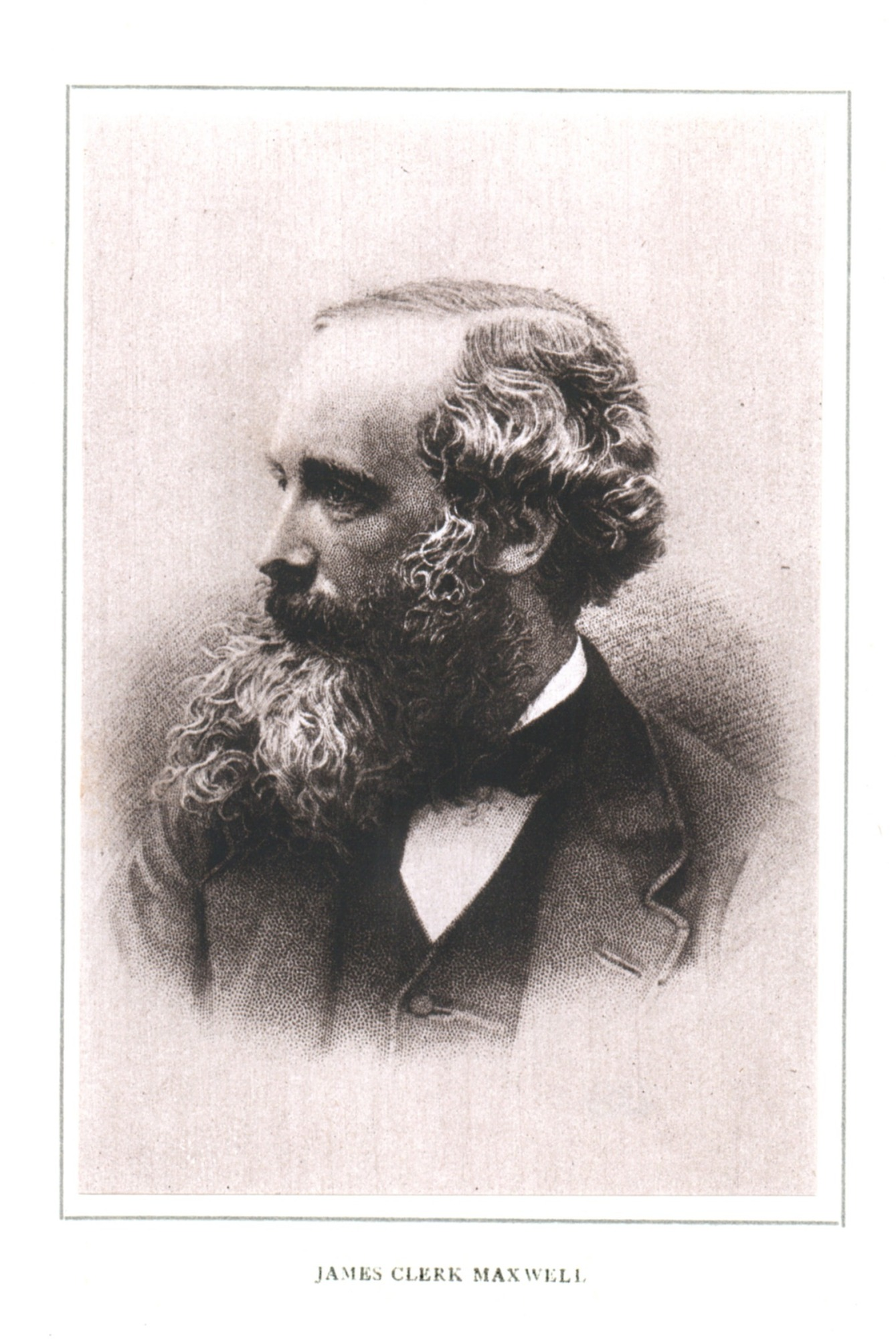
James Clerk Maxwell.

Les línies de força no s'han de confondre amb cap fluid real; foren conceptualitzades com la creació d'un camp de força magnètica. El nom «flux magnètic» pot donar lloc a confusió, ja que no es tracta d'un flux vertader (moviment incessant d’allò que es mou en una direcció concreta), com podria ser el flux hidràulic d'un corrent d'aigua o el flux lluminós d'una radiació lluminosa. En el flux magnètic no hi ha cap classe de moviment, malgrat que les fletxes de les línies del camp, que van dels pols nord magnètics als sud, sembla que el representen.
L'expressió matemàtica del flux magnètic aparegué al volum II del A Treatise on Electricity and Magnetism (1873) del físic escocès James Clerk Maxwell (1831-1879), però sense anomenar-la flux magnètic i simbolitzant-la amb la lletra {\displaystyle Q}. Malgrat que el flux magnètic no és un flux real, Maxwell observà que podia efectuar les mateixes operacions matemàtiques que amb els fluxos reals, la qual cosa emprà en la seva obra.

## Altres expressions

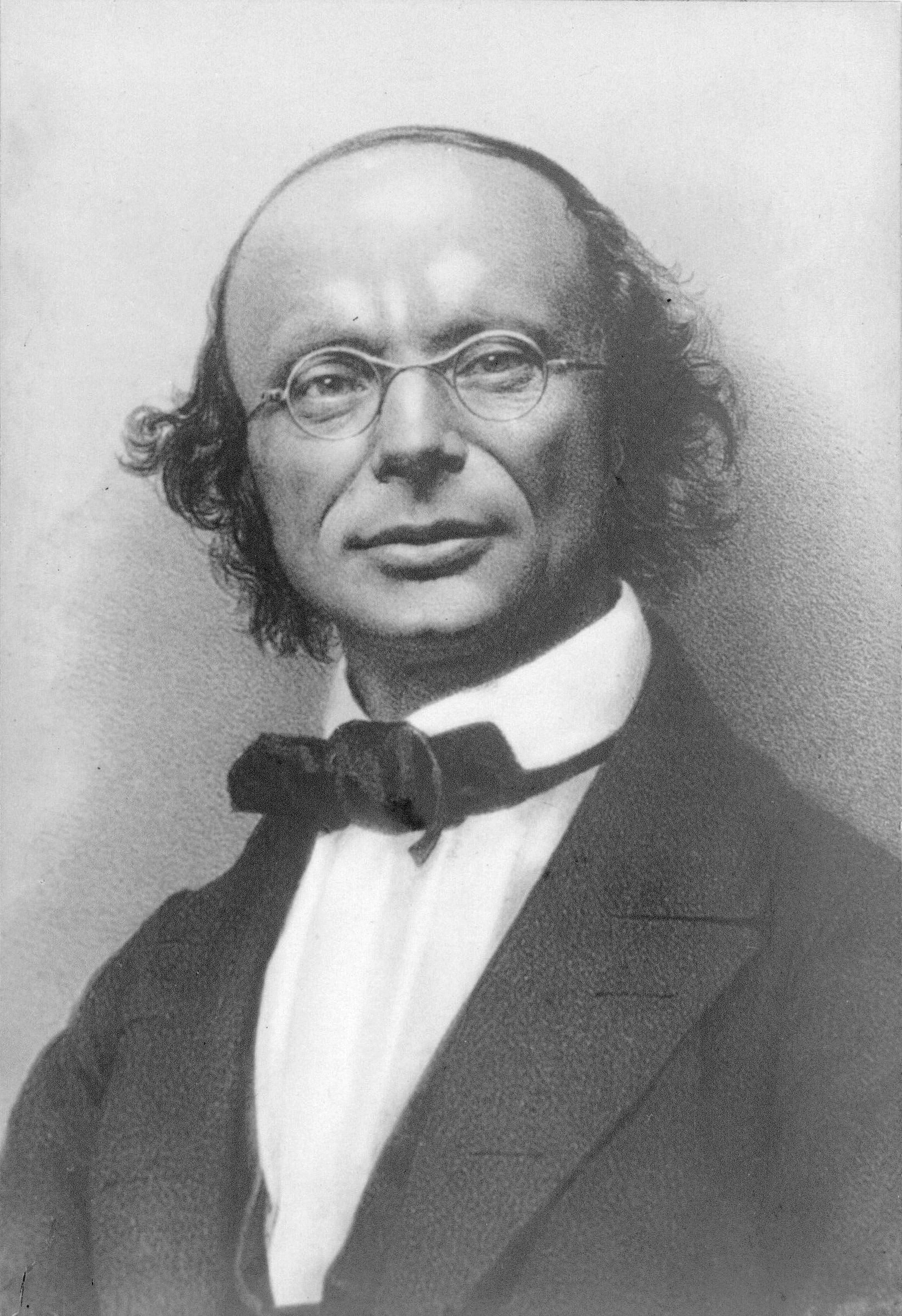
Wilhelm Eduard Weber (1804-1891). Amb el també físic i matemàtic alemany Carl Friedrich Gauss (1777-1855), Weber estudià el magnetisme terrestre i inventà un telègraf electromagnètic (1833). Construí també un electrodinamòmetre i proposà, amb Gauss, un sistema d’unitats en electricitat.

Hom pot expressar l'expressió matemàtica del flux magnètic emprant el vector unitari {\displaystyle {\hat {n}}} normal a la superfície {\displaystyle S}, o emprant només la component normal a la superfície del camp magnètic, {\displaystyle B_{n}=B\cos \theta },  essent {\displaystyle \theta } l'angle que formen els vectors {\displaystyle {\vec {B}}} i {\displaystyle \operatorname {d} \!{\vec {S}}}:
{\displaystyle \Phi _{m}=\int _{S}{\vec {B}}\cdot \operatorname {d} \!{\vec {S}}=\int _{S}{\vec {B}}\cdot {\hat {n}}\operatorname {d} \!S=\int _{S}B_{n}\operatorname {d} \!S=\int _{S}B\cos \theta \operatorname {d} \!S}
Si {\displaystyle {\hat {n}}} és normal a la superfície de l'element, també ho és {\displaystyle -{\hat {n}}} i, per tant, hi ha dos sentits de la mateixa recta normals a qualsevol element de superfície, i hom pot triar de manera arbitrària quin és el sentit positiu del vector unitari {\displaystyle {\hat {n}}}. No obstant això, el signe del flux sí que depèn d'aquesta elecció.
Si la superfície es plana la integral de superfície pot simplificar-se i escriure:
{\displaystyle \Phi _{m}={\vec {B}}\cdot {\vec {S}}=B_{n}S=BS\cos \theta }

## Llei de Gauss del magnetisme

Diferents representacions de les línies d'un camp magnètic en dues dimensions al voltant d'un imant. Si hom dibuixa una circumferència a qualsevol lloc sempre hi haurà el mateix nombre de línies que entren i que surten.

La llei de Gauss del magnetisme estableix que el flux de camp magnètic a través d'una superfície tancada és nul. És una de les quatre equacions de Maxwell. L'enunciat de la llei de Gauss del magnetisme és consistent amb el fet que no existeixen monopols magnètics, és a dir, pols nord o pols sud magnètics solts. No és possible separar els dos pols d'un imant tallant-lo per la meitat, ja que apareixeran nous pols donat lloc a dos imants. No hi ha línies de camp magnètic que divergeixin des de cap punt de l'espai ni que convergeixen a un punt de l'espai, com sí que ho fan les línies de camp elèctric.
Analíticament, i en forma integral, la llei de Gauss del magnetisme s'expressa com la integral del producte escalar del camp magnètic {\displaystyle {\vec {B}}} i l'element diferencial d'àrea {\displaystyle \operatorname {d} \!{\vec {S}}} a través de la superfície {\displaystyle S}:
{\displaystyle \oint _{S}{\vec {B}}\cdot \mathrm {d} {\vec {S}}=0}
En forma diferencial, la llei de Gauss del magnetisme diu que el producte escalar de l'operador nabla {\displaystyle {\vec {\nabla }}} i el camp magnètic {\displaystyle {\vec {B}}} (la divergència de {\displaystyle {\vec {B}}}) val zero:
{\displaystyle {\vec {\nabla }}\cdot {\vec {B}}=0\quad \quad o\quad \quad \mathrm {div} \,{\vec {B}}=0}o, en coordenades cartesianes:
{\displaystyle {\partial B_{x} \over \partial x}+{\partial B_{y} \over \partial y}+{\partial B_{z} \over \partial z}=0}

## Llei de Faraday-Lenz

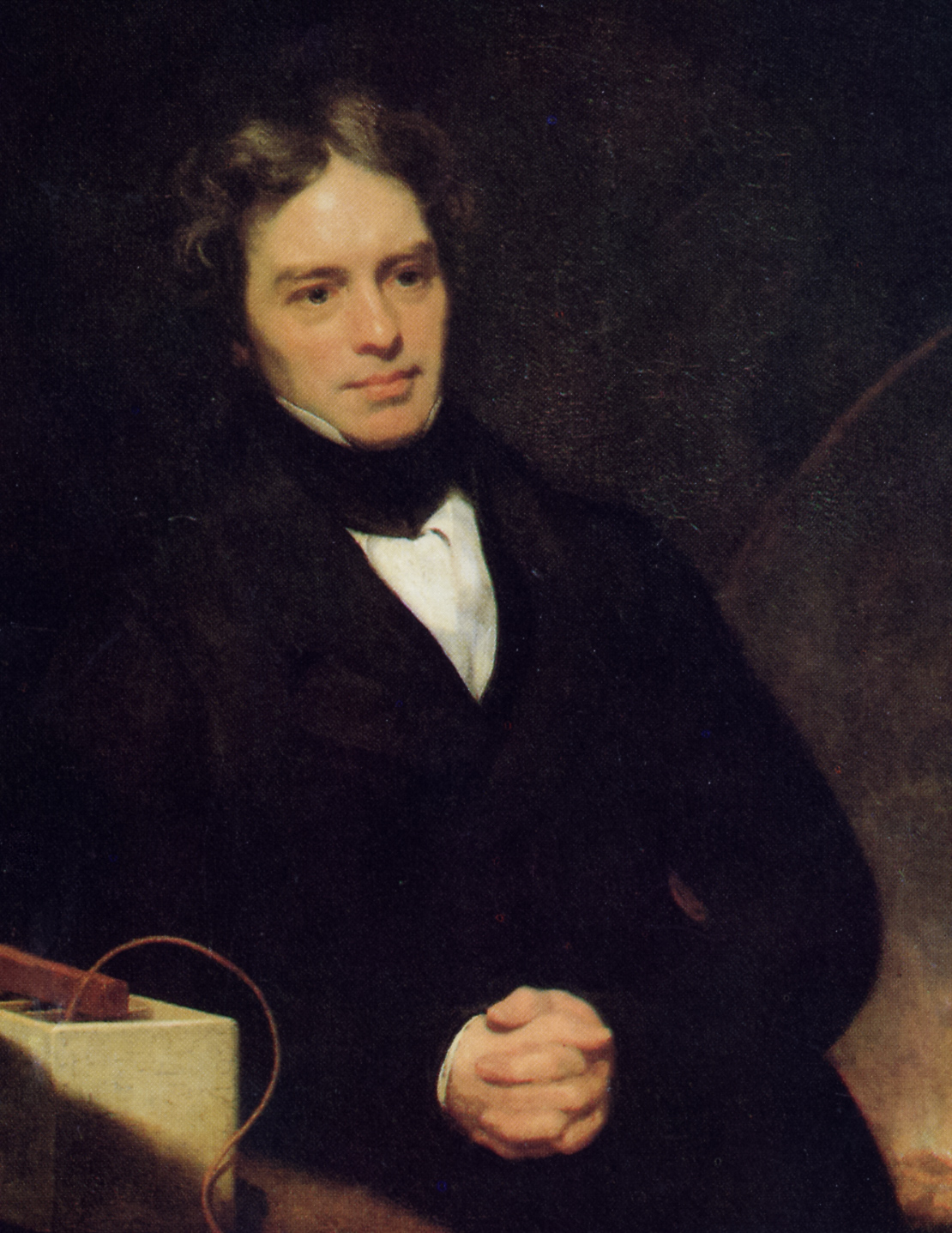
Michael Faraday el 1842.

La llei de Faraday, o de Faraday-Lenz, és una llei fonamental de l’electromagnetisme, descoberta el 1831 pel físic anglès Michael Faraday (1791-1867) i, independentment, per l'estatunidenc Joseph Henry (1797-1878), i completada de forma matemàtica el 1845 pel físic alemany Franz Ernst Neumann (1798-1895). Aquesta llei estableix que, en un circuit tancat sotmès a l’acció d’un camp magnètic variable, s’hi indueix una força electromotriu {\textstyle {\mathcal {E}}} igual a la derivada respecte al temps del flux magnètic {\displaystyle \Phi _{m}} abraçat pel circuit. En general, la llei de Faraday s'enuncia a partir de la força electromotriu que apareix en el circuit i també inclou el fet que aquesta força sempre tendeix a oposar-se a les variacions de flux magnètic, fet que constitueix la llei de Lenz descoberta el 1834 pel físic estonià Heinrich Lenz (1804-1865). Analíticament:
{\displaystyle {\mathcal {E}}=-{d\Phi _{m} \over dt}}

Representació d'una corba que defineix una superfície travessada per les línies de camp magnètic que defineixen el flux magnètic.

En forma integral, la llei de Faraday s'expressa com:
{\displaystyle {\mathcal {E}}=\oint _{C}{\vec {E}}\cdot \operatorname {d} \!{\vec {l}}=-{d \over dt}\int _{S}{\vec {B}}\cdot \operatorname {d} \!{\vec {S}}}
on la integral del producte escalar del camp elèctric {\displaystyle {\vec {E}}} i l'element diferencial de longitud {\displaystyle \operatorname {d} \!{\vec {l}}} es calcula al llarg de tota la corba {\displaystyle C}; i la integral del producte escalar del camp magnètic {\displaystyle {\vec {B}}} i l'element diferencial d'àrea {\displaystyle \operatorname {d} \!{\vec {S}}} a través de la superfície {\displaystyle S} que té per contorn la corba {\displaystyle C} (el flux magnètic). En forma diferencial s'expressa emprant el producte vectorial de l'operador nabla {\displaystyle {\vec {\nabla }}} i el camp elèctric (el rotacional d'{\displaystyle {\vec {E}}}) com:
{\displaystyle {\vec {\nabla }}\times {\vec {E}}=-{\partial {\vec {B}} \over \partial t}}
Constitueix una de les quatre equacions de Maxwell. Aquest és el principi que hi ha darrere del funcionament dels alternadors, dinamos i transformadors.

## Quàntum de flux magnètic
El 1957 el físic estatunidenc d'origen rus Aleksei A. Abrikóssov (1928-2007), Premi Nobel de Física del 2003, predigué l'existència de quàntums de flux magnètic. El quàntum de flux magnètic s'anomena fluxó. La quantitat de flux magnètic d'un fluxó {\displaystyle \Phi _{0}} s'obté de la relació entre la constant de Planck {\displaystyle h} i la magnitud de la càrrega elèctrica d'un parell de Cooper ({\displaystyle 2e}, dues càrregues elèctriques elementals):
{\displaystyle \Phi _{0}={\frac {h}{2e}}=2,\!067\,853\,8\times 10^{-15}\,T\cdot m^{2}}
L'existència d'aquests quàntums de flux fou verificada experimentalment el 1961 pels estatunidencs B.S. Deaver (1930) i W.M. Fairbank (1917-1989) i, de manera independent, pels alemanys R. Doll i M. Näbauer. Més recentment, s'ha estudiat directament la disposició dels tubs de flux mitjançant una nova tècnica fotogràfica. La quantificació del flux magnètic és una propietat especial dels superconductors. El flux magnètic que enfila un solenoide normal o una bobina del transformador no es quantifica.
La inversa del quàntum de flux {\displaystyle 1/\Phi _{0}} s'anomena constant de Josephson i es denota {\displaystyle K_{J}}. És la constant de proporcionalitat de l'efecte Josephson, que relaciona la diferència de potencial a través d'una unió Josephson amb la freqüència de la irradiació. L'efecte Josephson s'utilitza molt àmpliament per proporcionar un estàndard per a mesures d'alta precisió de la diferència de potencial.